# Верфь Сан-Тровазо

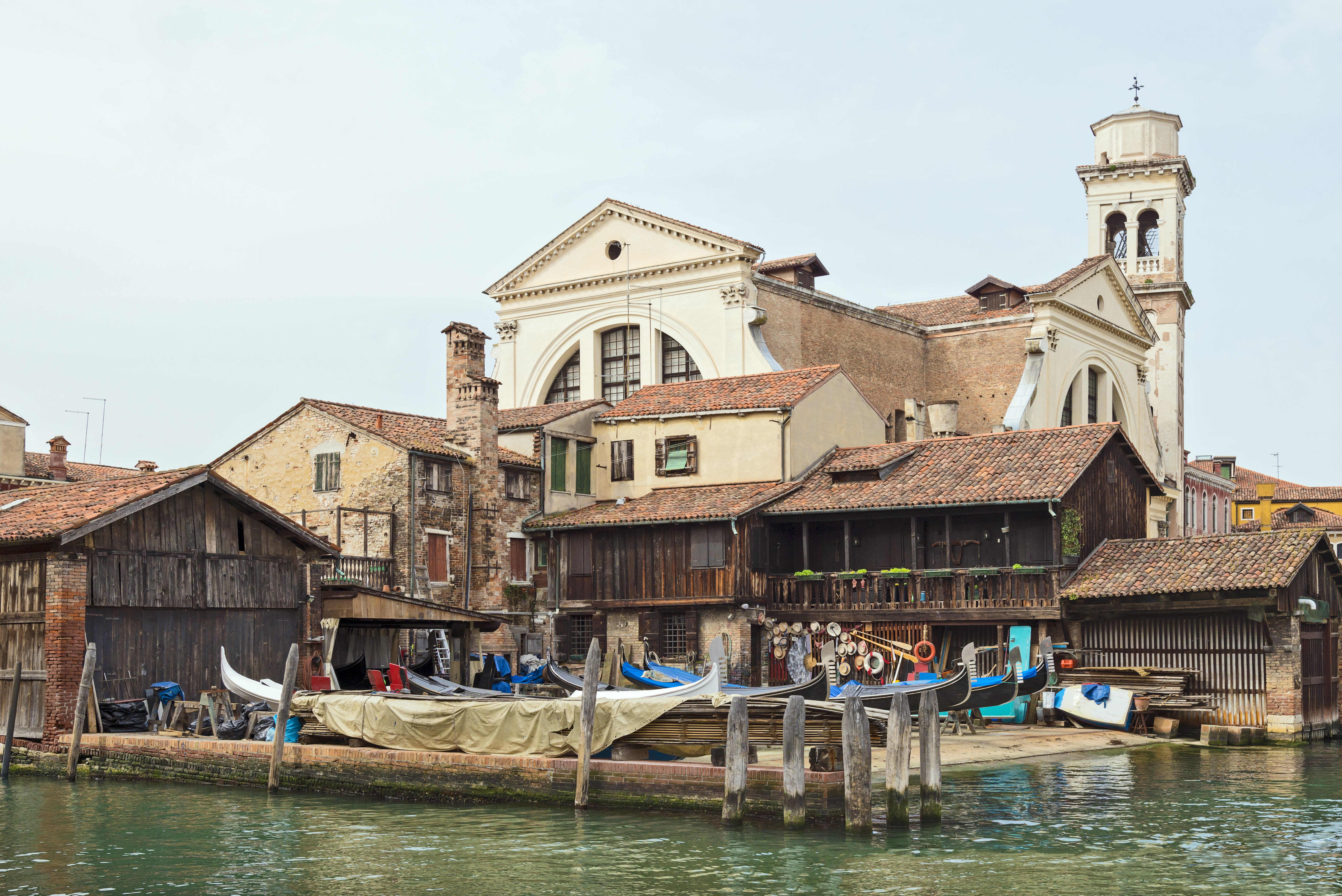
Верфь Сан-Тровазо с одноимённой церковью на заднем плане

Верфь или док Сан-Трова́зо (итал. Squero di San Trovaso) — одна из самых известных и старинных верфей по изготовлению лодок в Венеции в Италии. Располагается в районе Дорсодуро у канала Сан-Тровазо. Рядом находятся кампо и церковь Сан-Тровазо.

## Название
Слово squero образовано от венецианского squara, которое означает инструмент для строительства лодки. Само название верфи образовано от имён святых мучеников Гервасия и Протасия, которым была посвящена 
церковь Сан-Тровазо. В течение веков длинные для произношения имена святых слились в единое Сан-Тровазо.

## История
Верфь Сан-Тровазо была открыта в XVII веке. Она была построена так, чтобы её центральная часть выходила на фасад церкви Сан-Тровазо. Верфь является типичным примером дока, где строили и ремонтировали самые разные типы лодок Венецианской лагуны, такие как гондола, сандоло, пуппарини, счьопон и другие. Изначально в Венеции было три такие верфи, однако только этой удалось сохранится до наших дней. Сейчас там производят только гондолы. 

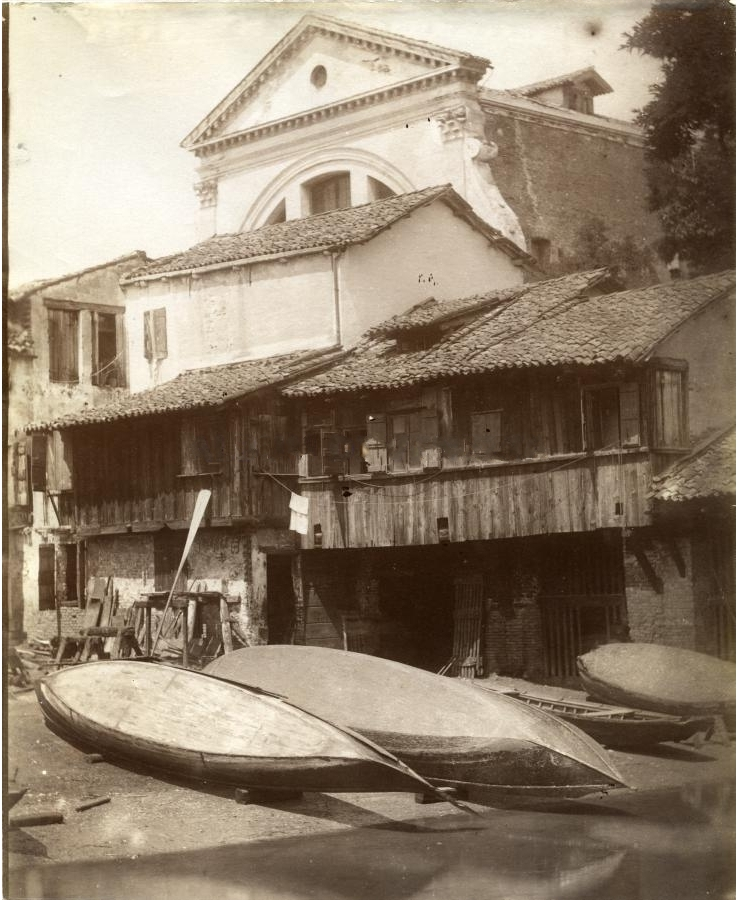
Верфь Сан-Тровазо на фотографии Паоло Сальвиати (XIX век)

## Описание
Верфь имеет прямоугольную форму и окружена деревянными постройками, большой редкостью для современной Венеции. Они построены на фундаменте из расколотой лиственницы, который в несколько слоёв обмазан глиной. Стены также деревянные.
Помещения верфи имеют разное предназначение: в одной части находятся мастерские, а в другой поколениями живут семьи гондольеров.

## Гондолы
Изначально гондола была единственным и соответственно основным видом транспорта в Венеции, идеально подходя для перемещения по узким каналам. Но сегодня она утратила свою универсальную роль: теперь гондолы используются крайне редко и в основном служат для развлечения туристов. К тому же, они являются самым дорогим видом транспорта в Венеции.
Строительство гондолы является очень трудоёмким делом: она состоит из 260 деталей из 8 пород дерева. Время изготовления гондолы составляет около трёх лет, а стоимость достигает 30 тысяч долларов.
Стать гондольером также непросто: для этого нужно обязательно быть венецианцем и пройти 10-летнее обучение, чтобы получить соответствующую лицензию на перевозки.

## Транспорт
Вапоретто № 1 до причала Дзатерре (Zattere)